# Niu Technologies
Niu Technologies (handelsmerk NIU, officieel Jiangsu Niu Electric Technology Co., Ltd.) is een Chinese fabrikant van elektrische voertuigen opgericht in 2014.

## Geschiedenis
Niu Technologies werd opgericht in 2014 door Joseph Nelson (designer) en Token Hu (technieker en designer, ex-medewerker Microsoft).
Sinds 2018 is Niu Technologies via een american depositary receipt (ADR) genoteerd op NASDAQ.
In het tweede kwartaal van 2021 verkocht NIU 250.000 elektrische voertuigen, vooral in China.

## Modellen

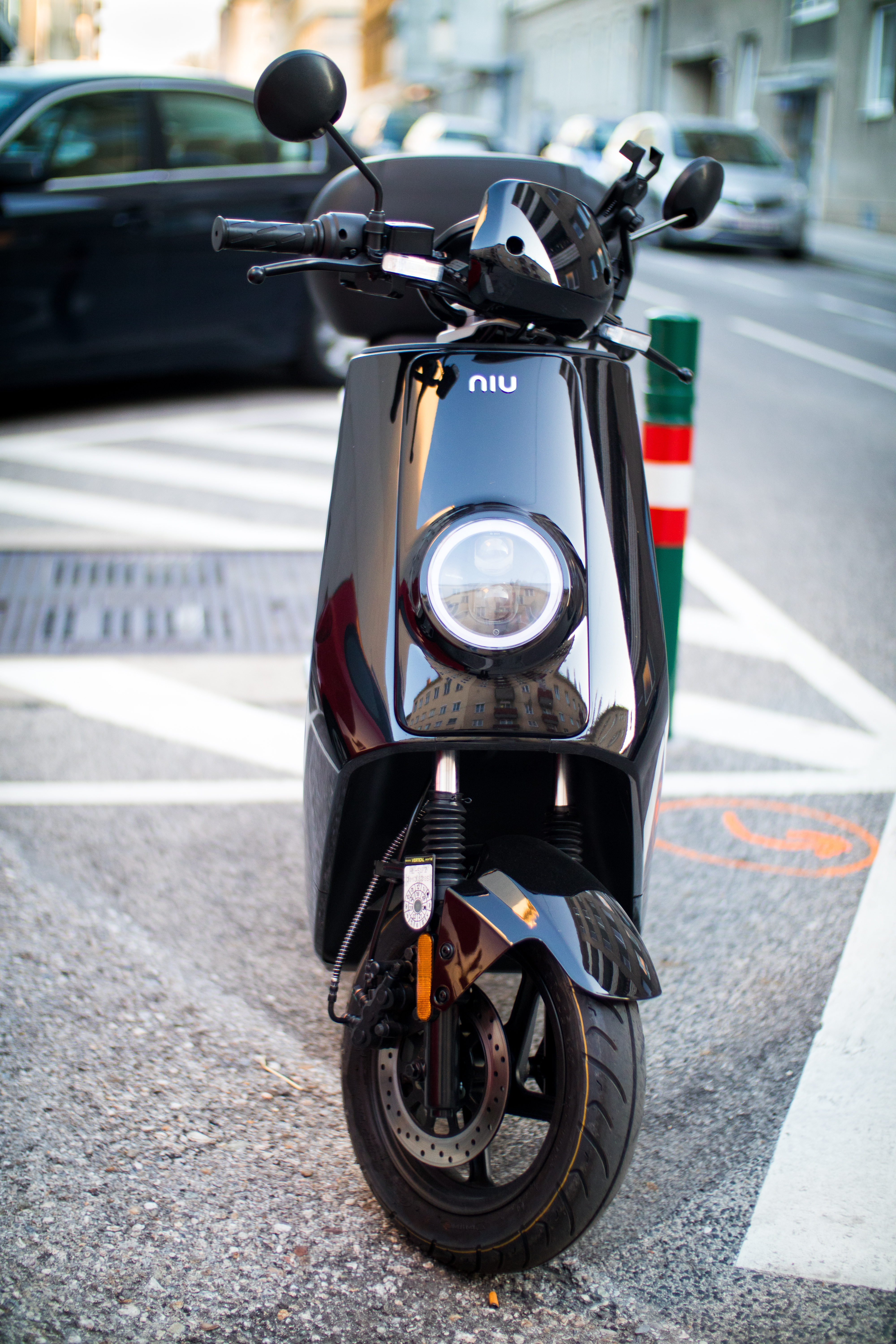
NIU N1 (later hernoemd naar NQi) in Wenen, Oostenrijk

Het NIU-gamma bestaat uit elektrische scooters, een elektrische step en twee elektrische fietsen/speedpedelecs.
Snorfietsen, bromfietsen en motorfietsen:
- NQi (elektrische scooter)
- MQi (elektrische scooter)
- UQi (elektrische scooter)
- RQi (e-motorfiets)
- TQi (e-motorfiets met drie wielen en dak)

Elektrische fietsen en speedpedelecs:
- NIU Aero (e-fiets)
- BQi (e-fiets)

Elektrische step (e-step):
- KQi (e-step)

Voor de Chinese markt is er het submerk Gova, dat een afwijkend design heeft.
Alle bovenstaande producten maken gebruik van een lithiumbatterij en kunnen getraceerd worden via een ingebouwde GPS-module door gebruik te maken van de NIU-app.

## Deelsystemen

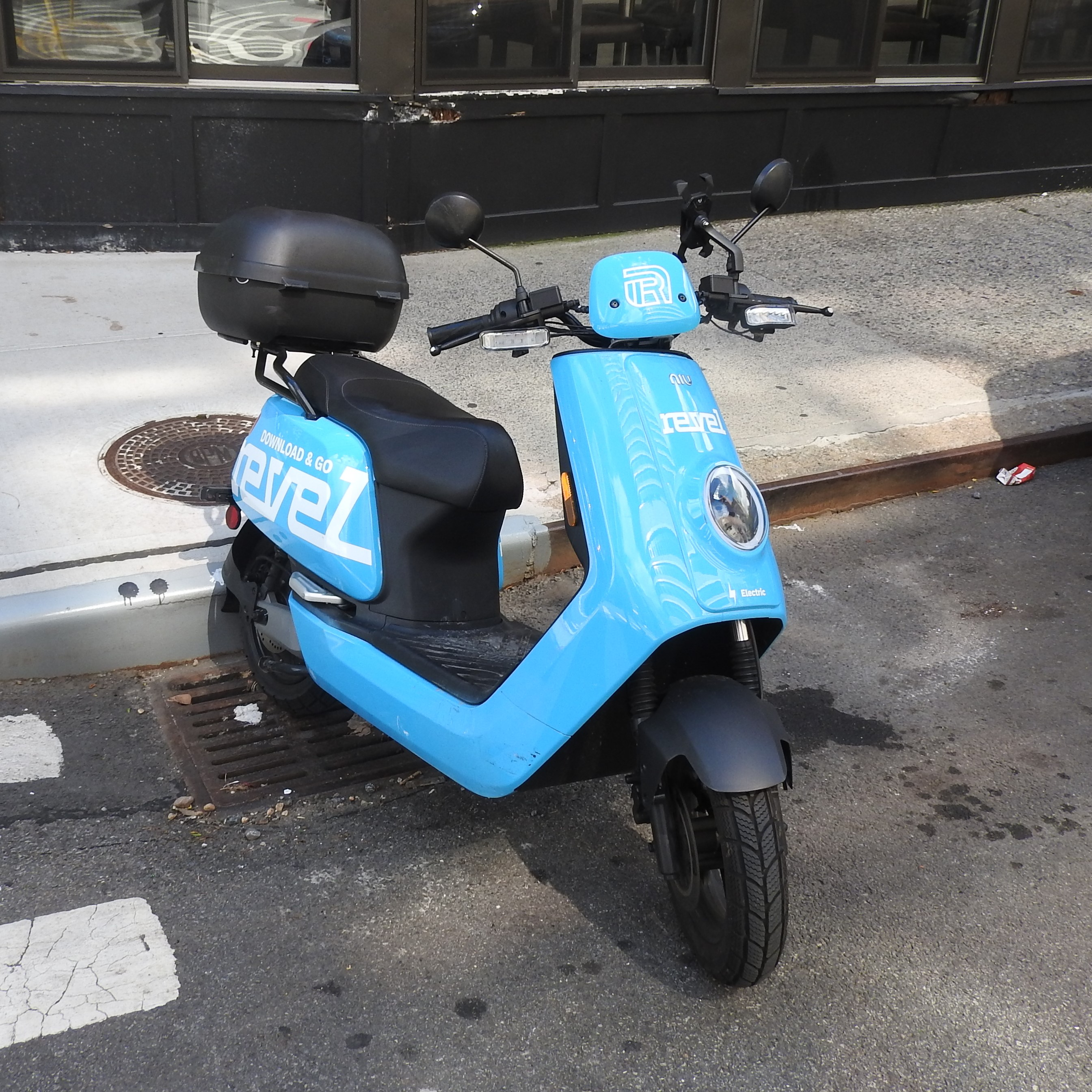
NIU-scooter van Revel

NIU-scooters (vooral de types NQi en MQi) worden in diverse (o.a. Europese) steden in een deelsysteem aangeboden. Voorbeelden:
- Felyx (diverse steden in Nederland)
- Frank-e (Frankfurt am Main) (uitgebaat door Süwag)
- Revel Transit (diverse steden in de Verenigde Staten waaronder New York)
- Lime (Parijs en New York)